# Coniceromyia anacleti
Coniceromyia anacleti är en tvåvingeart som beskrevs av Borgmeier 1925. Coniceromyia anacleti ingår i släktet Coniceromyia och familjen puckelflugor. Inga underarter finns listade i Catalogue of Life.